# Linn Boyd

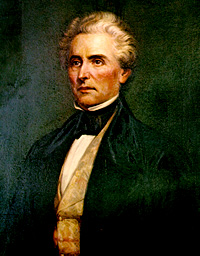
Linn Boyd

Linn Boyd (* 22. November 1800 in Nashville, Tennessee; † 17. Dezember 1859 in Paducah, Kentucky) war ein US-amerikanischer Politiker (Demokratische Partei), der von 1851 bis 1855 als Sprecher des Repräsentantenhauses der Vereinigten Staaten fungierte.

## Leben und Wirken
Linn Boyd wurde 1800 als Sohn von Abraham und Elizabeth Linn in Nashville geboren. Im Alter von 19 Jahren war Boyd bereits United States Commissioner und schloss im Auftrag des Präsidenten Andrew Jackson einen Vertrag, der das Land von den Chickasaw-Indianern in der Nähe des Mississippi und Ohio River in amerikanischen Besitz brachte. 1826 zog er auf den so genannten „Jackson Purchase“ ins neu geschaffene Calloway County und gründete dort eine Farm. Unter seinen Mitbürgern war er sehr beliebt und er wurde schon 1827 Abgeordneter im Repräsentantenhaus von Kentucky. Auch nach seinem Umzug ins Trigg County 1831 wurde er wieder ins Staatsparlament gewählt.
Nachdem er 1833 das Rennen um einen Sitz im Repräsentantenhaus der Vereinigten Staaten verloren hatte, war er bei seinem zweiten Versuch erfolgreicher und seine erste Amtszeit im Kongress dauerte vom 4. März 1835 bis zum 3. März 1837. Ein Erdrutschsieg eines Whigs verlangte ein Aussetzen für eine Legislaturperiode. Doch schon 1839 kehrte Boyd nach Washington zurück und vertrat seinen Staat vom 26. bis zum 33. Kongress, dessen Sprecher er vom 1. Dezember 1851 bis zum 3. März 1855 war. 1848 lehnte er nach der Wahl durch seine Partei die Kandidatur für den Posten des Gouverneurs von Kentucky ab. Während seiner Amtszeit spielte er eine wichtige Rolle bei der Annexion von Texas und der Verabschiedung des Kompromisses von 1850. 1852 zog er nach Paducah im McCracken County. Die Delegierten auf der Democratic National Convention des Jahres 1856 entschieden sich gegen Boyd als möglichen Vizepräsidenten der Vereinigten Staaten und für John C. Breckinridge. 1859 wurde Linn Boyd zum Vizegouverneur von Kentucky gewählt; er starb jedoch am 17. Dezember desselben Jahres, noch bevor er vereidigt werden konnte.
Boyd war zweimal verheiratet. Seine erste Ehefrau Alice C. Bennett starb und aus seiner zweiten Ehe mit Anna Rhey Dixon ging ihr Sohn Rhey Boyd hervor.
Nach ihm ist Boyd County in Kentucky benannt.